# Пёлиц (Гольштейн)
Пёлиц (нем. Pölitz) — община в Германии, в земле Шлезвиг-Гольштейн.
Входит в состав района Штормарн. Подчиняется управлению Бад Ольдеслё-Ланд. Население составляет 1192 человека (на 31 декабря 2010 года). Занимает площадь 12,97 км².
Коммуна подразделяется на 4 сельских округа.